# Wendy Carlos
Pour les articles homonymes, voir Carlos.
Wendy Carlos, née le 14 novembre 1939 à Pawtucket, est une compositrice et interprète de musique électronique américaine.
Pionnière des genres new age et musique planante, elle est aussi l'une des premières personnalités à affirmer publiquement sa transition de genre.

## Biographie

### Jeunesse et formation
Née le 14 novembre 1939 à Pawtucket (Rhode Island) aux États-Unis, dans une famille de la classe ouvrière, Wendy Carlos est l'aînée de deux enfants. Sa mère joue du piano et chante, un de ses oncles est tromboniste, et un autre joue de la trompette et de la batterie. 
La musique et l'électronique l'attirent très tôt. Les premières leçons de piano commencent à six ans, et à dix ans l'enfant compose sa toute première œuvre : un trio pour clarinette, accordéon et piano et conçoit quatre ans plus tard son premier ordinateur. C'est à cet âge qu'on lui accorde en 1953 une bourse d'études pour avoir construit un ordinateur qui fut présenté au Westinghouse Science Fair, une compétition de science pour les étudiants du secondaire. 

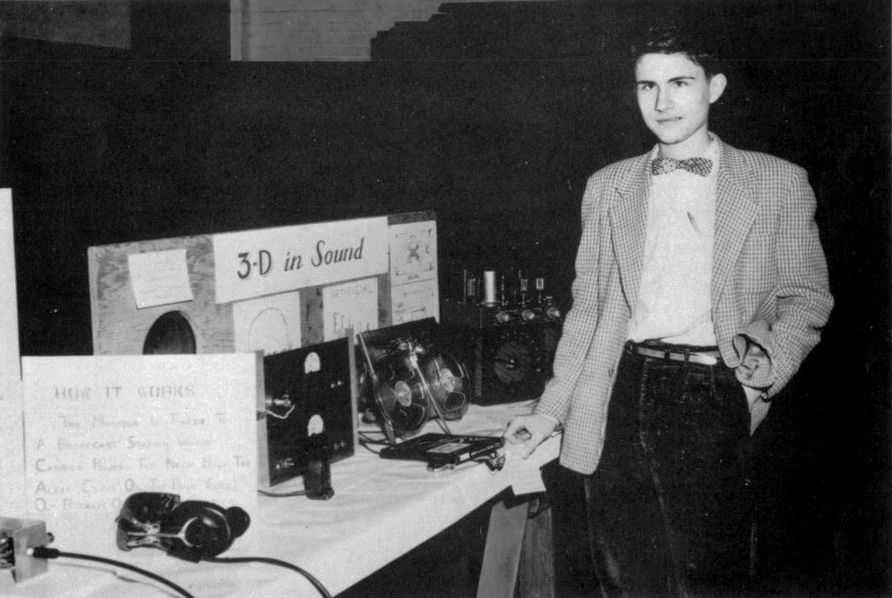
Wendy Carlos présentant un système de son stéréophonique pour un exposé au lycée en 1958.

À dix-sept ans c'est la création d'un studio de musique électronique avec manipulation des sons enregistrés sur bandes et composition de ses premiers thèmes électroniques.[réf. nécessaire]
De 1958 à 1962 Wendy Carlos étudie la musique et la physique à l’université Brown et passe ensuite à l'université Columbia. 
Son travail au « Columbia Princeton Electronic Music Center » se poursuivra jusqu'en 1965, assistant même Leonard Bernstein dans un concert de musique électronique au Philharmonic Hall du Lincoln Center.[réf. nécessaire]

### Premières œuvres et succès
Wendy Carlos fait partie des précurseurs des genres new age et musique planante. 
Elle a interprété des œuvres de Jean-Sébastien Bach et d'autres compositeurs baroques et classiques sur un synthétiseur modulaire Moog et a largement contribué au développement du synthétiseur modulaire Moog par sa collaboration avec Robert Moog rencontré en 1968. À cette date, les instruments de musique électroniques sont encore cantonnés à la musique expérimentale. 
Des compositeurs comme Pierre Henry et la sortie du disque de Wendy Carlos Switched-On Bach révèlent pour la première fois les sons du synthétiseur au grand public,. Le titre Switched-On Bach, qu'on peut traduire par « Bach allumé », au sens littéral et « Bach branché » au sens figuré, est en fait un jeu de mots qui joue sur les deux sens d'être allumé ou branché : être relié à une source de courant électrique (ce qui est attendu pour un synthétiseur) ou faire partie des personnes à la mode. Le talent de Wendy Carlos est rapidement attesté par ses pairs : Switched-On Bach est reconnu « disque de la décennie » par le pianiste et spécialiste de Bach Glenn Gould : « Carlos's realization of the Fourth Brandenburg Concerto is, to put it bluntly, the finest performance of any of the Brandenburgs — live, canned or intuited — I've ever heard. » (« L'interprétation du 4e concerto brandebourgeois par Carlos est franchement la meilleure de toutes celles des concertos brandebourgeois, en concert ou enregistrée, que j'aie jamais entendues »). Cette nouveauté, ainsi que le réel talent de musicienne de Wendy Carlos, font que Switched-On Bach connaît un grand succès populaire : il se vend à plus d'un million d'exemplaires.
Les premiers titres réalisés au synthétiseur ne sont pas sur l'album Switched-On Bach, mais deux arrangements réalisés en huit-pistes à la demande de Robert Moog pour vanter les mérites de son invention sont parues sur l'album By Request en 1975 : What's New Pussycat? de Burt Bacharach, joué à la manière des orgues limonaires, et Eleanor Rigby des Beatles.
Wendy Carlos est également l'auteure de la bande originale du film Orange mécanique en 1971, reprenant à sa manière la musique de Ludwig van Beethoven, Gioachino Rossini, Henry Purcell, le tout adapté au synthétiseur modulaire Moog. La transcription de la 9e symphonie de Beethoven interprétée au synthétiseur est écrite avant la réalisation du film Orange mécanique, puis proposée à Stanley Kubrick qui fut séduit. 

### Transition de genre et impact professionnel
Wendy Carlos voit très tôt sa santé affectée par une dysphorie de genre qui la conduit en 1967 à solliciter l'équipe médicale de la Harry Benjamin Foundation, spécialisée dans la prise en charge clinique des personnes transgenres, et à entreprendre une transition.
Wendy Carlos vit sous son identité actuelle à partir de 1969, mais sans encore révéler publiquement ou professionnellement sa transidentité. Cela la conduit à ne faire que de très rares apparitions publiques liées au succès professionnel qu'elle rencontre à la même période, en se travestissant dans ce cas en homme. Bien qu'elle poursuive alors son travail musical, Wendy Carlos estime que ces contraintes et le besoin de garder son identité secrète lui ont fait « perd[re] une décennie » en tant qu'artiste.
Ce n'est qu'en 1979, en effet, que Wendy Carlos, afin de pouvoir poursuivre pleinement sa carrière musicale, annonce publiquement sa transition dans un long entretien accordé au journaliste Arthur Bell pour le magazine Playboy. Elle est l'une des premières personnalités à le faire,.
Ses premières œuvres, diffusées initialement sous le nom de Walter Carlos, sont par la suite rééditées sous le nom Wendy Carlos.

### Carrière musicale après 1979
Wendy Carlos poursuit son travail pour le cinéma : elle compose et arrange la musique de Shining en 1980. Seules deux œuvres sont sélectionnées, son Dies iræ de la Symphonie fantastique de Berlioz et "Rocky Mountains", ces deux morceaux ouvrant le film. En revanche, Stanley Kubrick rejette tout le reste du travail effectué qui était prévu à l'origine, pour à sa place inclure des œuvres originales de György Ligeti et de Krzysztof Penderecki. Elle compose également la bande originale de Tron en 1982.
En 1992 elle sort Switched-On Bach 2000, album fondé sur le même principe que le Switched-On Bach original mais utilisant des tempéraments inégaux, démontrant ainsi le progrès de la musique électronique depuis son premier succès.
Wendy Carlos est également reconnue comme photographe d'éclipse solaire.
Elle disparaît largement de la scène publique et médiatique à partir de 2007, n'accordant plus d'entretiens aux journalistes, et ne met plus à jour son site personnel à partir de 2009, à l'exception d'une note critiquant vivement la biographie que lui consacra Amanda Sewell en 2020,.

## Discographie

### Albums studio
- 1968 : Switched-On Bach
- 1969 : The Well-Tempered Synthesizer
- 1972 : Sonic Seasonings - double album
- 1972 : Walter Carlos' Clockwork Orange (réédité en 2000 sous le titre A Clockwork Orange: Wendy Carlos's Complete Original Score)
- 1973 : Switched-On Bach II
- 1975 : By Request
- 1975 : Brandenburg Concertos Nos. 3, 4 & 5
- 1980 : Switched-On Brandenburgs - 2 CD
- 1984 : Digital Moonscapes
- 1986 : Beauty in the Beast
- 1987 : Secrets of Synthesis
- 1988 : Peter & the Wolf/Carnival of the Animals – Part II -  Avec Weird Al Yankovic
- 1992 : Switched-On Bach 2000
- 1998 : Tales of Heaven and Hell

### Compilation
- 1973 : Switched-On Bach I & II
- 1987 : Switched-On Brandenburgs, Vol. I
- 1987 : Switched-On Brandenburgs, Vol. II
- 1999 : Switched-On Boxed Set - Coffret 4 CD
- 2005 : Rediscovering Lost Scores, Volume 1
- 2005 : Rediscovering Lost Scores, Volume 2

### Bandes originales de films
- 1971 : Orange mécanique de Stanley Kubrick - Arrangements (sous le nom de Walter Carlos)
- 1980 : Shining de Stanley Kubrick - Musique originale et arrangements
- 1982 : Tron de Steven Lisberger - Musique originale du film Tron
- 1998 : Woundings de Roberta Hanley - Musique originale